# Oxalis eriolepis
Oxalis eriolepis là một loài thực vật có hoa trong họ Chua me đất. Loài này được Wedd. mô tả khoa học đầu tiên năm 1857.